# Zapaśnicy
Zapaśnicy (fr. Lutteurs) – obraz olejny francuskiego malarza Gustave’a Courbeta eksponowany w Muzeum Sztuk Pięknych w Budapeszcie.

## Historia
Z powodu oszczędności do stworzenia obrazu artysta użył starego płótna, na którym namalował wcześniej Noc Walpurgi. Zapaśnicy zostali wystawieni na Salonie w 1853 roku wraz z dwoma innymi pracami Courbeta – Śpiącą prządką i Kąpiącymi się.
Podczas pracy nad obrazem malarz wykorzystał wspomnienia z zawodów zapaśniczych, które oglądał, jak i rysunki ilustrujące takie zawody z ówczesnej prasy. Krytycy sztuki dostrzegają również wpływy Pollaiuola, Michała Anioła, Caravaggia i Géricaulta.
Obraz nabył Ferenc Hatvany, węgierski finansista. Zapaśnicy stali się częścią jego kolekcji, w której znalazło się wiele dzieł Courbeta. Po II wojnie światowej obraz trafił do Muzeum Sztuk Pięknych w Budapeszcie.

## Opis
Obraz przedstawia dwóch skąpo odzianych zapaśników o ciałach splecionych w walce. Scena rozgrywa się na paryskim hipodromie położonym w pobliżu Łuku Triumfalnego. Malarz wyeksponował sylwetki półnagich mężczyzn, wiernie oddając anatomiczne szczegóły jak napięte mięśnie i nabrzmiałe żyły. Ciała sportowców są modelowane silnym światłocieniem. Chociaż Courbet ukazał moment zmagania dwóch mężczyzn, to jednak ich sylwetki sprawiają wrażenie nieco sztywnych i statycznych, a to wrażenie podkreśla fakt, że grupa ta jest umieszczona na tle potraktowanym bardzo szkicowo i prawie pozbawionym głębi. Malarz, przedstawiając na pierwszym planie zapaśników, w roli publiczności obsadza obserwującego obraz widza, a nie umieszczonych po prawej paryskich dystyngowanych mieszczan patrzących na walkę z dużej odległości.

## Interpretacja
Zapaśników określano jako obraz realistyczny, zgodny z założeniem artystycznym Courbeta, który za tematykę swej twórczości przyjmował sceny ze zwyczajnego życia, a walki zapaśnicze stanowiły popularną rozrywkę. Uznawano go też za część programowych działań malarza zmierzających do malowania aktów; Kąpiące się wystawione na tym samym Salonie ukazywały nagość kobiecą, a Zapaśnicy – męską. Inne interpretacje podkreślają polityczne zaangażowanie Courbeta i wymowę obrazu jako sprzeciwu wobec obowiązujących stosunków społecznych: przedstawione na pierwszym planie monumentalne postacie pochodzą z niskich klas, a artysta ukazał je bez idealizacji. Bohaterami obrazu są dwaj walczący mężczyźni, a nie obserwująca zawody paryska burżuazja.